# Euphorbia kurtzii
Euphorbia kurtzii là một loài thực vật có hoa trong họ Đại kích. Loài này được Subils mô tả khoa học đầu tiên năm 1971.